# Gerhard Zwerenz
 (juillet 2023).
Si vous disposez d'ouvrages ou d'articles de référence ou si vous connaissez des sites web de qualité traitant du thème abordé ici, merci de compléter l'article en donnant les références utiles à sa vérifiabilité et en les liant à la section « Notes et références ».
Gerhard Zwerenz, né le 3 juin 1925 à Gablenz, en Saxe et mort le 13 juillet 2015 à Oberreifenberg, est un écrivain , acteur et homme politique allemand. 

## Biographie

### Jeunesse en RDA
Gerhard Zwerenz naît à Gablenz dans la Saxe, fils d'un maçon et d'une ouvrière du textile. Après ses études, il entreprend un apprentissage de dinandier, et se porte volontaire en 1942 pour intégrer la Wehrmacht. Il participe pendant deux ans à la Seconde Guerre mondiale et est capturé en 1944, après sa désertion, par l'Armée rouge à Varsovie. 
En 1948, il revient de captivité et entre à la Volkspolizei, à laquelle il appartient jusqu'en 1951. De 1949 à 1957, Zwerenz est membre du SED. Sa mission de professeur à l'école d'ingénieurs de Zwickau prend fin à cause d'une tuberculose et qui le contraint à un long séjour dans un sanatorium. C'est à partir de ce moment-là qu'il étudie la philosophie, de 1953 à 1956, chez Ernst Bloch à Leipzig. À partir de 1956, Gerhard Zwerenz travaille comme écrivain indépendant. En 1957, il est expulsé du SED et subit un interrogatoire dans une prison de la Stasi à Leipzig,, puis fuit six mois plus tard à Berlin-Ouest. Gerhard Zwerenz vit alors avec l'auteure Ingrid Zwerenz à Munich, Cologne, Offenbach-sur-le-Main et Oberreifenberg. 

### Carrière littéraire
En 1959, Gerhard Zwerenz écrit L'amour des hommes morts, une version romanesque du soulèvement de juin 1953. En 1961, il écrit le recueil d'essais Ärgernisse - Von der Maas bis an die Memel. Un an plus tard, il écrit Treize tentatives pour adopter une attitude respectueuse et une biographie de Walter Ulbricht. 
En 1969, il rédige la préface du livre publié par Otto Strasser intitulé Mein Kampf. Cependant, celui-ci n'a aucun rapport avec la biographie d'Hitler, mais est une version révisée du livre de Strasser Exile, auto-publié par l'auteur en 1958. 
Avec Casanova oder Der Kleine Herr in Krieg und Frieden, Zwerenz réalise un best-seller. Dans la figure du héros Michel Casanova, le type de l'homme non adapté est décrit dans différents systèmes sociaux. Pendant les années suivantes, il aborde la sexualité avec des livres tels que Erbarmen mit den Männern, Ein Roman vom Aschermittwochsfest und den sieben Sinnlichkeiten. En 1971, il écrit le roman Kopf und Bauch et le volume d'essai Der plebejische Intellektuelle. En 1973, Die Erde ist unbewohnbar wie der Mond, fait une critique des conditions de vie en République fédérale d'Allemagne. La figure éminente d'un spéculateur immobilier juif — une caricature à peine voilée d'Ignatz Bubis — provoque un scandale lors de la publication de l'œuvre et l'auteur est accusé d'antisémitisme. L'ami de Zwerenz, Rainer Werner Fassbinder, utilise le roman quelques années plus tard pour sa pièce controversée, Der Müll, die Stadt und Tod.  Zwerenz répond à ces attaques en avril 1976 dans Die Zeit avec l'article Linker Antisemitismus ist unmöglich et écrit : « Wenn von zehn wichtigen Maklern in Frankfurt acht jüdischer Herkunft sind, kann ich nicht nur über einen Perser schreiben, den es auch gibt. ». En 1980, Zwerenz joue dans Berlin Alexanderplatz. En 1986, il fait face avec le livre Le retour du juif mort en Allemagne à de nouvelles accusations d'antisémitisme portées contre lui et la position de Fassbinder[réf. nécessaire]. 
En outre, il publie Der Widerspruch. Autobiographischer Bericht en 1974 et Die Quadriga des Mischa Wolf en 1975, dans lesquels il traite de l'affaire de l'agent Günter Guillaume. Zwerenz décide alors de publier ses œuvres uniquement sous forme de livres de poche. En 1982, il écrit Antwort an einen Friedensfreund oder längere Epistel für Stephan Hermlin und meinen Hund[réf. souhaitée]. 
Le livre publié en 1988, Soldaten sind Mörder – Die Deutschen und der Krieg, donne lieu à une bataille juridique, de procès en poursuites judiciaires et à des injonctions temporaires, mais n'est pas interdit. 
En 1989, il écrit le roman Vergiß die Träume Deiner Jugend nicht. À ses 65 ans, en 1990, Gerhard Zwerenz annonce qu'il ne veut plus écrire mais « prendre sa retraite »[réf. nécessaire]. 
Au cours de son activité d'écriture, Zwerenz écrit également de la littérature érotique et pornographique sous le pseudonyme de Gert Amsterdam. L'office fédéral des examens des médias, indique en 1987 que l'un de ses livres, Das Kleingeld der Hetären, est un « danger pour la jeunesse »[réf. nécessaire]. 
En 1991, il reçoit le prix alternatif Georg-Büchner. Il rédige les textes politiques Rechts und dumm et Links und lahm en 1993 et 1994. En 2004, il écrit une préface au livre de Torsten Lemmer, Rechts raus. En outre, il écrit avec Ingrid Zwerenz Sklavensprache und Revolte. 
Gerhard Zwerenz vit à Oberreifenberg jusqu'à sa mort.
Il était l'époux d'Ingrid Zwerenz dont un enfant, Catherina Zwerenz.  

### Carrière politique
De 1994 à 1998, Zwerenz figure sur la liste ouverte des membres du PDS du Bundestag. Il se forge une réputation de « déserteur indomptable ». En janvier 1997, Zwerenz fait partie des cosignataires de la Déclaration d'Erfurt. Pour remplacer le gouvernement fédéral en 1998, les partisans proposent de former une coalition de partis de gauche. Elle comprend finalement le SPD, l'Alliance 90 / Les Verts et le PDS.  Cependant, la participation du PDS est controversée et est débattue parmi les Verts.
Lors des élections générales de 2009, Zwerenz appelle publiquement à l'élection du parti Die Linke[réf. souhaitée].

## Publications
(mars 2019).
- 1956: Aristotelische und Brechtsche Dramatik. Versuch einer ästhetischen Wertung (Essays) (Greifen, Rudolstadt)
- 1956: Magie, Sternenglaube, Spiritismus, Streifzüge durch den Aberglauben (Urania, Leipzig)
- 1959: Die Liebe der toten Männer (Kiepenheuer & Witsch, Köln)
- 1959: Aufs Rad geflochten. Roman vom Aufstieg der neuen Klasse (Kiepenheuer & Witsch, Köln)
- 1961: Ärgernisse – Von der Maas bis an die Memel (Essays) (Kiepenheuer & Witsch, Köln)
- 1962: Gesänge auf dem Markt. Phantastische Geschichten und Liebeslieder (Kiepenheuer & Witsch, Köln)
- 1962: Wider die deutschen Tabus (Polemik) (List, München)
- 1964: Heldengedenktag. Dreizehn Versuche in Prosa, eine ehrerbietige Haltung einzunehmen (Scherz, München) (1968 als Taschenbuch bei dtv, München)
- 1966: Casanova oder der Kleine Herr in Krieg und Frieden (Roman) Scherz, München (1975 als Taschenbuch bei dtv, München) (1981 als Taschenbuch bei Moewig Verlag, Rastatt)
- 1968: Vom Nutzen des dicken Fells und andere Geschichten (Wilhelm Goldmann, München)
- 1968: Erbarmen mit den Männern. Roman vom Aschermittwochsfest und den sieben Sinnlichkeiten (Scherz, München) (1971 als Taschenbuch bei Droemer u. Knaur, München u. Zürich)
- 1969: Die Lust am Sozialismus. Ein Wahlgeschenk (Heinrich-Heine, Frankfurt)
- 1970: Leslie Markwart (d. i. G. Z.): Die Zukunft der Männer (Olympia Press, Frankfurt)
- 1970: Peer Tarrok (d. i. G. Z.): Rasputin (Joseph Melzer Zero Press, Darmstadt)
- 1971: Kopf und Bauch. Die Geschichte eines Arbeiters, der unter die Intellektuellen gefallen ist (Fischer, Frankfurt) (1973 als Taschenbuch bei Fischer, Frankfurt am Main)
- 1972: Nicht alles gefallen lassen. Schulbuchgeschichten (Fischer TB, Frankfurt)
- 1972: Der plebejische Intellektuelle (Frankfurt)
- 1972: Bericht aus dem Landesinneren. City. Strecke. Siedlung (S. Fischer Verlag, Frankfurt)
- 1973: Die Erde ist unbewohnbar wie der Mond (S. Fischer Verlag, Frankfurt)
- 1974: Der Widerspruch. Autobiographischer Bericht (Frankfurt)
- 1975: Die Quadriga des Mischa Wolf (S. Fischer Verlag, Frankfurt)
- 1975: Vorbereitungen zur Hochzeit. Erzählungen (Fischer Taschenbuch, Frankfurt)
- 1975: Tantenliebe. Rasputin. Bürgertum und Pornographie (Zweitausendeins, Frankfurt)
- 1975: Politische Schriften: Aristotelische und Brechtsche Dramatik. Ärgernisse. Die Lust am Sozialismus (Zweitausendeins, Frankfurt)
- 1977: Die Westdeutschen. Erfahrungen, Beschreibungen, Analysen (C. Bertelsmann, München)
- 1977: Wozu das ganze Theater. Lustige Geschichten von Schauspielern, Verlegern, von Frankfurt, seiner Buchmesse und vom lieben schönen Tod (Verlag R.S. Schulz, Percha u. Kempfenhausen) (Taschenbuchausgabe bei Wilhelm Goldmann, München 1979 u. 1984)
- 1978: Das Grosselternkind (Beltz & Gelberg, Weinheim)
- 1978: Die schrecklichen Folgen der Legende, ein Liebhaber gewesen zu sein. Erotische Geschichten (Wilhelm Goldmann, München)
- 1979: Kurt Tucholsky. Biographie eines guten Deutschen (Bertelsmann, München)
- 1979: Die Ehe der Maria Braun (Wilhelm Goldmann, München)
- 1979: Ein fröhliches Leben in der Wüste. Roman einer Reise durch drei Tage und drei Nächte (R.S. Schulz, Percha u. Kempfenhausen)
- 1980: Die Geschäfte des Herrn Morgenstern (Satiren) (Universitas, München) (1984 als Taschenbuch bei Moewig, Rastatt)
- 1980: Eine Liebe in Schweden. Roman vom seltsamen Spiel und Tod des Satirikers K. T. (Wilhelm Goldmann, München)
- 1980: Salut für einen alten Poeten (Wilhelm Goldmann, München)
- 1980: Der Mann und das Mädchen (Moewig, München)
- 1980: Rohes Muster. In: Kritik der Tierversuche. Kübler Verlag, Lampertheim 1980,  (ISBN 3-921265-24-X), S. 37–40.
- 1981: Wir haben jetzt Ruhe in Deutschland (Hoffmann & Campe, Hamburg)
- 1981: Il matrimonio di Maria Braun (Übersetzung aus dem Deutschen: s. o. 1979) (Rizzoli Editore, Milano)
- 1981: Der chinesische Hund (Roman) (Wilhelm Goldmann, München)
- 1981: Die 25. Stunde der Liebe (Roman) (Wilhelm Goldmann, München)
- 1981: Das Konzept des plebejischen Intellektuellen
- 1981: Die lang verlorenen Gefühle (Moewig, München)
- 1981: Die Freiheit einer Frau (Moewig, München)
- 1981: Der Mann, der seinen Bruder rächte (Moewig, München)
- 1981: Schöne Geschichten. Erotische Streifzüge (Wilhelm Goldmann, München)
- 1981: Ungezogene Geschichten (Wilhelm Goldmann, München)
- 1981: Wüste Geschichten von Liebe und Tod. Erotische Erzählungen (Wilhelm Goldmann, München)
- 1982: Der langsame Tod des Rainer Werner Fassbinder. Ein Bericht (Schneekluth, Münchner Edition, München)
- 1982: Venus auf dem Vulkan (März Verlag, Berlin & Schlechterwegen)
- 1982: Abschied von den Mädchen (Arthur Moewig, Rastatt)
- 1982: Der Mann und die Wilde (Arthur Moewig, Rastatt)
- 1982: Antwort an einen Friedensfreund oder längere Epistel für Stephan Hermlin und meinen Hund (Bund, Köln)
- 1982: Auf den Tod ist kein Verlass. Erotischer Thriller (Wilhelm Goldmann, München)
- 1983: Der Bunker (Roman) (Schneekluth, München)
- 1983: Der Sex-Knigge. Erotische Spiele über und unter der Bettdecke (mit Ingrid Zwerenz) (Delphin, München)
- 1983: Schöne Niederlagen. Wie Stories entstehen, und Weltuntergänge (Brennglas, Assenheim)
- 1983: Berührungen. Geschichten vom Eros des 20. Jahrhunderts (Knaur, München)
- 1983: Erotische Kalendergeschichten (12 Bände) (Wilhelm Goldmann, München)
- 1984: Reise unter die Haut (Knaur, München)
- 1984: Die Tierschutz-Lady (Moewig, Rastatt)
- 1984: Das Lachbuch (Gütersloh)
- 1984: Lachen, Liebe, Laster. Erotische Stories (Wilhelm Goldmann, München)
- 1984: Das Kleingeld der Hetären [unter dem Pseudonym: Gert Amsterdam] (Droemer Knaur, München)
- 1985: Die Venusharfe. Liebeslieder, Zorngedichte, Knittelverse (Knaur, München)
- 1985: Die DDR wird Kaiserreich. Thriller (Bastei, Bergisch Gladbach)
- 1985: Langsamer deutscher Walzer. Thriller (Bastei, Bergisch Gladbach)
- 1986: Frisches Blut und alte Krieger. Thriller (Bastei, Bergisch Gladbach)
- 1986: Peepshow für den Kommissar. Thriller (Bastei, Bergisch Gladbach)
- 1986: Die Rückkehr des toten Juden nach Deutschland (Max Hueber, München)
- 1988: „Soldaten sind Mörder“. Die Deutschen und der Krieg (Knesebeck & Schuler, München)
- 1989: Vergiß die Träume Deiner Jugend nicht (Rasch und Röhring, Hamburg)
- 1991: Der Alternative Büchnerpreis 1991 (H.L. Schlapp, Darmstadt)
- 1991: Der legitime Krieg? (Zimmermann, Berlin)
- 1993: Rechts und dumm (Carlsen, Hamburg)
- 1994: Links und lahm. Die Linke stirbt, doch sie ergibt sich nicht (Carlsen, Hamburg)
- 1994: Die neue Weltordnung (Zimmermann, Berlin)
- 1996: Das Großelternkind (ergänzt u. erweitert als „Ausgabe letzter Hand“; s. o. 1978) (Dingsda, Querfurt)
- 1997: Die Antworten des Herrn Z. oder Vorsicht, nur für Intellektuelle Hgg. Ingrid Zwerenz und Joachim Jahns. Beigefügte Dokumentation: Freunde und Feinde über Zwerenz (Dingsda, Querfurt)
- 1998: Unendliche Wende. Ein Streitgespräch (mit Hermann Kant) Hg. Joachim Jahns (Dingsda, Querfurt)
- 1999: Die grundsätzliche Differenz. Ein Streitgespräch in Wort und Schrift (mit Sahra Wagenknecht) [Moderation des Gesprächs: Christa Gießler] (Dingsda, Querfurt)
- 2000: Gute Witwen weinen nicht. Exil. Lieben. Tod. Die letzten Jahre Kurt Tucholskys (Kranichsteiner Literaturverlag) (Erstausgabe 1980 unter dem Titel Eine Liebe in Schweden, s. o.)
- 2000: Krieg im Glashaus oder Der Bundestag als Windmühle. Autobiographische Aufzeichnungen vom Abgang der Bonner Republik (Edition Ost, Berlin)
- 2004: „Rechts Raus“, mein Ausstieg aus der Szene. Autobiographie von Torsten Lemmer, Ex-Rechtsextremist. Vorwort von Zwerenz. Das Neue Berlin, Berlin,  (ISBN 3-360-01242-9).
- 2004: Sklavensprache und Revolte, der Bloch-Kreis und seine Feinde in Ost und West. (mit Ingrid Zwerenz). Schwarzkopff Buchwerke, Hamburg,  (ISBN 978-3-937738-11-6).
- 2005: "unter-schlag-zeilen / befreite worte -gebrochene reime -zur lage":  zu der vom Polizeipräsidium Südhessen herausgegebenen und vom Land Hessen finanzierten Sammlung politischer Lyrik und Grafik Hartmut Barth-Engelbarts schrieben Gerhard und Ingrid Zwerenz das Vorwort. ZAMBON-Verlag, Frankfurt/M   (ISBN 9783889751072)

## Prix et distinctions
- 1974: Prix Ernst-Reuter
- 1986: Prix Carl von Ossietzky d'histoire et de politique contemporaines de la ville d'Oldenbourg
- 1991: Prix alternatif Georg-Büchner